# Molompize
Molompize là một xã ở tỉnh Cantal, thuộc vùng Auvergne-Rhône-Alpes ở miền trung nước Pháp.

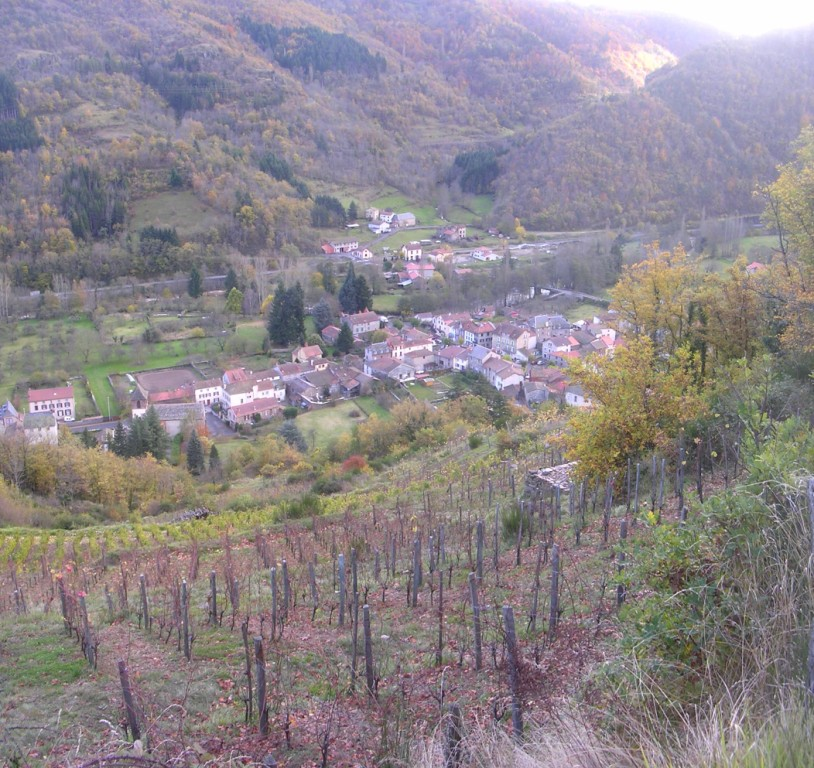
Molopize et la vallée de l'Alagnon

## Dân số
| Năm | 1962 | 1968 | 1975 | 1982 | 1990 | 1999 |
| --- | ---- | ---- | ---- | ---- | ---- | ---- |
| Dân số | 448  | 484  | 387  | 407  | 341  | 285  |
| From the year 1968 on: No double counting—residents of multiple communes (e.g. students and military personnel) are counted only once. |      |      |      |      |      |      |

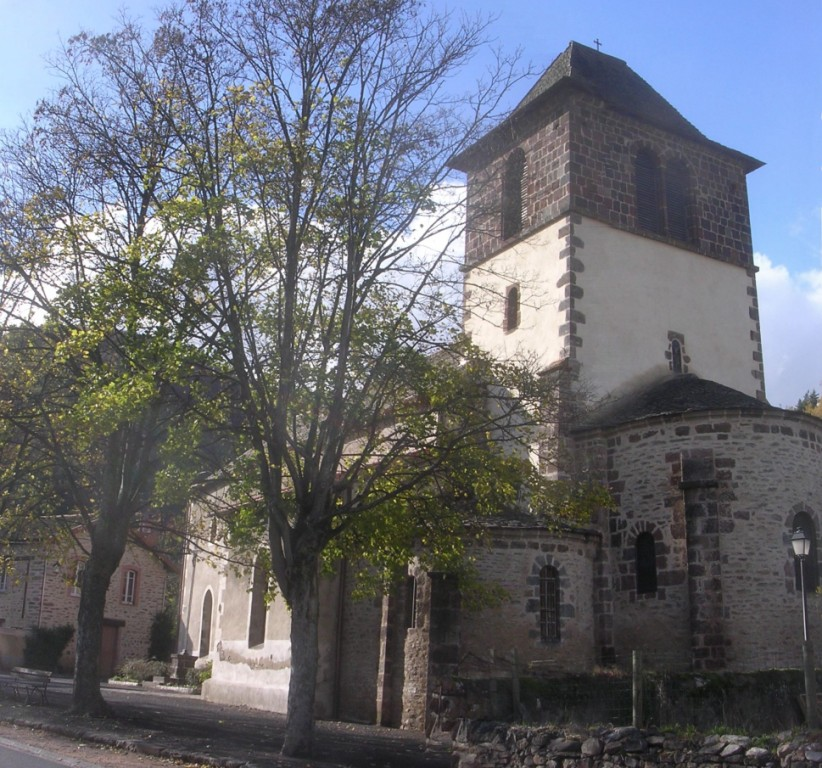
Eglise Sainte Foy
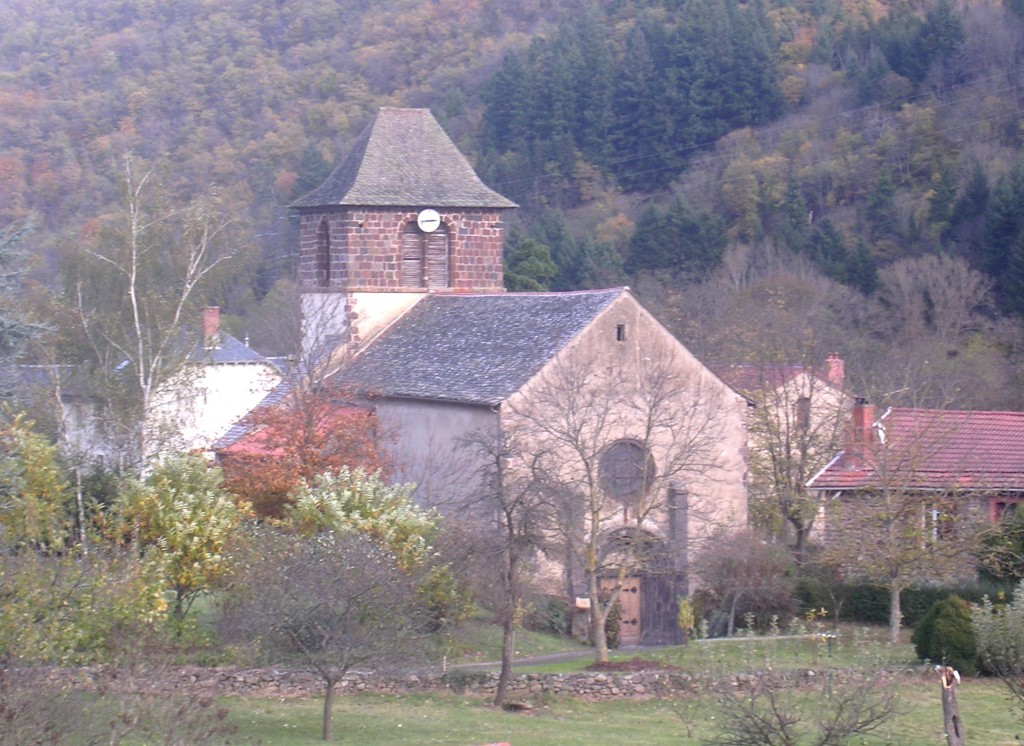
Eglise Sainte Foy
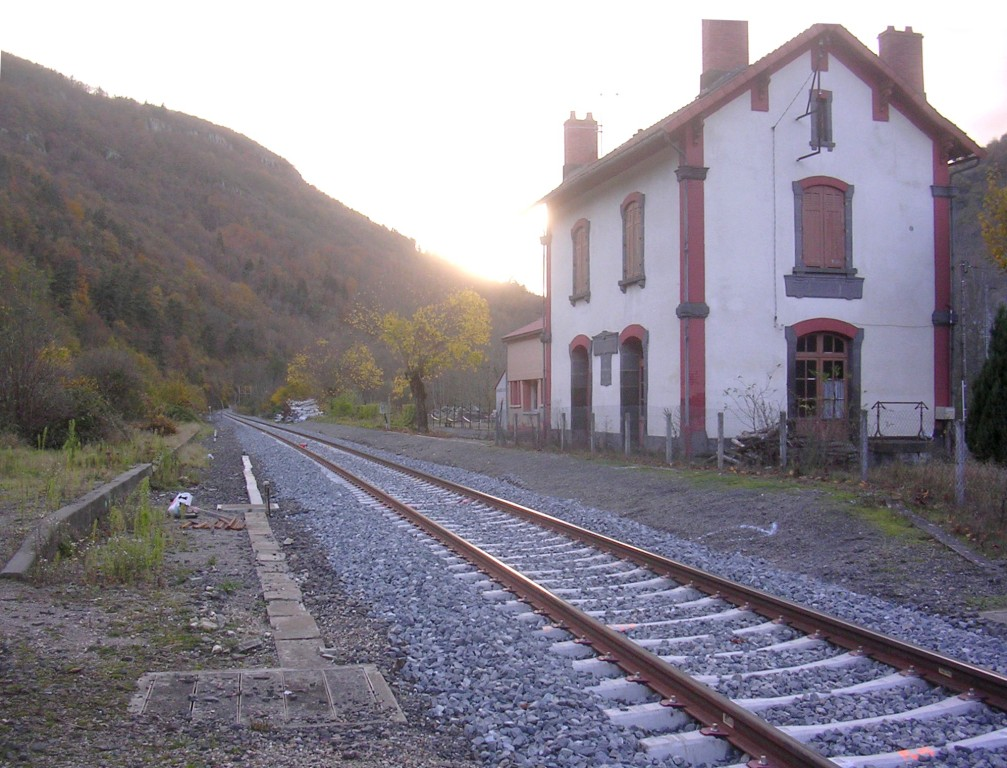
Gare SNCF
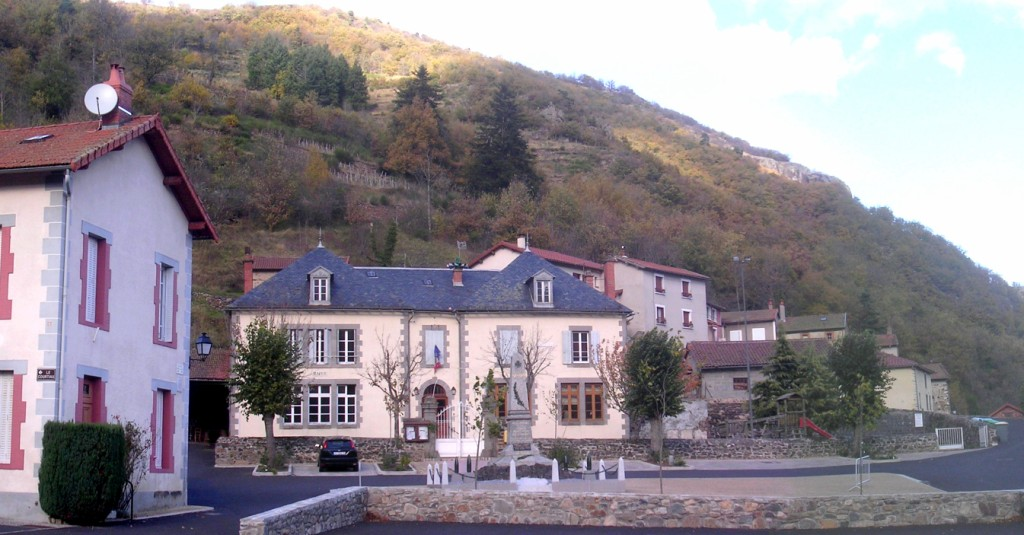
Mairie
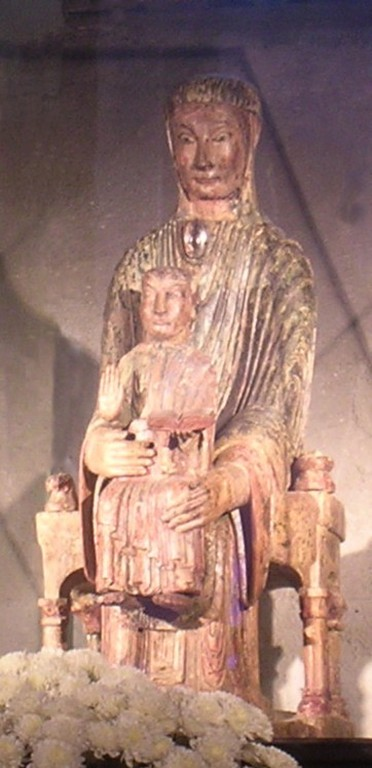
Notre Dame de Vauclair
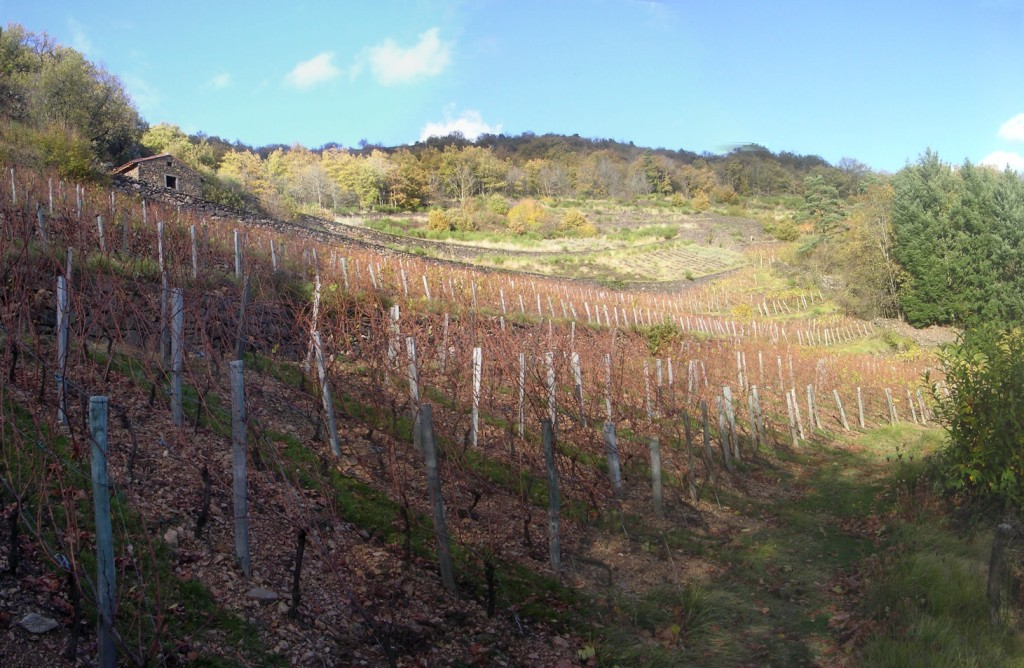
Les palhas
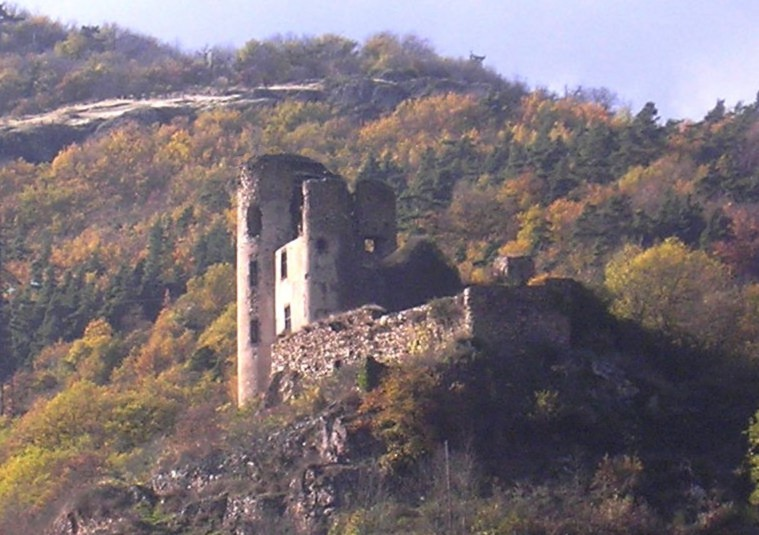
Château d'Aurouze